# Queen of the Clouds
Queen of the Clouds es el álbum de estudio debut de la cantante y compositora sueca Tove Lo. Su lanzamiento se llevó a cabo el 24 de septiembre de 2014 por medio de la compañía discográfica Island Records, precedido por el lanzamiento de dos sencillos, «Habits (Stay High)» y «Not on Drugs», previamente incluidos en su EP debut, Truth Serum. Las letras de las canciones tratan sobre las etapas de una relación, entre ellas la pasión, el amor y las rupturas. En general, recibió reseñas positivas de parte de los críticos, quienes elogiaron su producción y el contenido de las letras. En septiembre de 2015, una edición especial de color azul del disco llamada Blueprint Edition fue lanzada con canciones de su EP Truth Serum, una nueva versión de "Moments", así como dos nuevas canciones no disponibles en ninguna versión original del disco (una versión no censurada de "Scream My Name" de The Hunger Games: Mockingjay, Part 1 – Original Motion Picture Soundtrack y la canción Heroes (We Could Be) del DJ Alesso en asociación con Tove Lo.

## Fondo temático y desarrollo
Queen of Clouds es el sucesor del EP debut, Truth Serum.  El álbum se divide en tres secciones: «The Sex», «The Love» y «The Pain».  Al igual que en el tema de una relación envenenada en Truth Serum, el álbum se centra en una ruptura y proporciona una historia completa de sus luchas románticas. Ella describió su música como un terapeuta en el que pudiera cantar sobre cosas que normalmente no se atrevería a hablar. El título del álbum proviene de su canción «Not on Drugs» y describe a su nuevo estilo de vida viajando por el mundo después del éxito de su primer EP.  Lo dijo que representa el sentimiento de «Flotando en la cima del mundo», y que era importante que el título del álbum de su representado.

## Composición
Fuertemente influenciado por estilos musicales electropop, «Queen of Clouds» es predominantemente un álbum conceptual que divide el disco en tres secciones:.«The Sex», «The Love» y «The Pain». Al igual que en el tema de las relaciones envenenadas exploradas en el EP debut, Truth Serum, los centros del álbum son sobre una ruptura y proporciona una narración completa de sus luchas románticas. Ella describió su música como «como un terapeuta»"en el que pudiera cantar sobre cosas que le incomodaba decir. Queen of Clouds combina varios estilos de música en un «monogenero» de sonido, que contiene fuertes influencias de EDM, hip hop, dance-pop, new wave, R&B y rock, que combina en un «compendio sin fisuras».

## Secciones del Disco
Tove Lo se encargó de que el álbum tuviera tres conceptos, ordenando sus canciones de acuerdo a estos: El Sexo, El Amor y El Dolor

### El Sexo
The passion in the beginning is always gonna be the best part of it
La pasión en el principio siempre va a ser la mejor parte de ella
Interludio: The Sex 

La primera sección, «The Sex», abre el disco con cuatro canciones sobre el principio lascivo e imprudente de una relación, y se componen de una estampida infecciosa y la lengua en la mejilla de un tempo pop que abre el álbum. «My Gun» ha sido descrita [cita requerida]como una canción pop influenciado por la textura urbana con elementos de dancehall. Se inicia con una coro triste antes de ir a una ranura pop optimista.  La voz de Lo es baja y seductora antes de deslizarse en su rango más alto. La pista explora el escenario coqueto antes de profundizar en temas más sexuales, que se encuentran más adelante, «Talking Body», y se ha comparado con las obras de Rihanna. En su letra, Lo compara a su amante a su arma y canta sintiendo una liberación de placer: «...Boy, if you're gonna shoot me down/Do it gently» —en español: «...Muchacho, si me vas a disparar/ Hazlo suavemente». La siguiente canción, «Like Em Young», es impulsado por un ritmo tribal influido con un desfile de dub-bass. Es una de las líricas de las canciones que son satíricas en la naturaleza, ya que ella critica a otras mujeres para juzgar su gusto por los hombres más jóvenes:«...Hey girl, why you judging me/When your, your guy is turning 53?/ I don't know what really gets you more/Is it that my guy's gonna live out yours?» —en español: «Oye chica, ¿por qué me juzgar / Cuando tu, tu chico está va para 53 / yo no sé lo que realmente te hace más / ¿Es porque mi hombre va vivir fuera tuyo?». «Talking Body» es una canción muy sexual descrita como «la boca hecha agua con la lujuria carnal», y de acuerdo con Ken Capobianco de The Boston Globe, «evoca a los principios de Madonna». Líricamente, los versos de Lo la hacen ver en un estado de idea centrada hacia su pareja, ya que ella se encuentra girando su vida a su alrededor.  El coro está armado musicalmente con propulsión pesada combinada con el aumento, sintetizadores tenues y ve a dar como objetivo su modelo físico. Completando la primera sección está «Timebomb», que es una frenética danza electrónica balada de piano híbrido descrito como un «bombardeo sonoro» de acordes eufóricos, tambores y psicodélicos sintetizadores, y cuenta con un coro explosivo que contiene estrellarse címbalos y golpeando el bajo.  Las voces de Lo de la pista se cantan fuera de tiempo al ritmo, corriendo sus letras en una sola frase.

### El Amor
And then you freak out cause suddenly you love this person...
Y luego te asustas porque de repente amas a esta persona...
Interludio:The Love 

La segunda sección, «The Love», se ha descrito como «un anhelo atronador a través de un gigantesco mid tempo baladas electrónicas». Se abre con la balada "volcánica", «Moments», que cuenta con atmosféricos y las influencias de «trippy» samba . Líricamente, se ve a Lo confesando sus defectos antes de declarar «...On good days, I am charming as fuck!» —en español: «...En buenos días, soy encantadora como carajo». «The Way That I Am» es una canción dubstep llena de «dolor y la pasión» como Tove Lo canta en una emotivo tono y líricamente grita a su pareja a amarla como ella es;  incluyendo defectos. «Got Love» es uno de los momentos pop «puros» de los álbumes, y contiene una actitud positiva sin vacilaciones. Líricamente, se alegra con sentimientos exultantes de primera vez al enamorarse mientras canta: «...Good enough to make the ocean look like it's a pond/Good enough to turn the valleys into mountain tops» —en español: «...Lo suficientemente bueno para hacer la mirada al mar como si fuera un estanque / suficientemente bueno para hacer volver los valles en cimas de las montañas», y discute el tema de la inmortalidad: «...We live like legends now, know that would never die/Oh, we Got Love» —en español: «...Vivimos como leyendas ahora, saben que nunca se morirían / Oh tenemos amor». El cierre de la sección es el power pop canción «Not on Drugs».  Principalmente es una canción de guitarra impulsado que explora el tema de un sentimiento de amor tan desconcertante y abrumador que afecta a su comportamiento, como si estuviera drogada.

### El Dolor
«And then there is no good way to end things, Cause it is ending, you know?//Y entonces no hay una buena manera de terminar las cosas, Porque se está terminando, ¿sabes?».  - Interludio:The Pain

La última sección es «The Pain», que explora la dificultad reconstruyendo la vida de uno después de la destrucción y desaparición de una relación a través de una lírica «angustiada» y pop melancólico. La sección se abre con el "atronador" electropop poder-balada «Thousand Miles», que representa líricamente obsesión de Lo con el reencuentro con su amor perdido a toda costa, incluso si eso significa correr «mil millas». Musicalmente, la pista mid-tempo cuenta la historia de una chica «que lucha por olvidar una relación difícil con un ex», y está musicalmente amplificado por las voces y «emocionalmente angustiados» «truenan» ritmos de tambor de la cantante. La siguiente canción, «Habits (Stay High)» ve emocionalmente de entrañar aún más, ya que las conversaciones sobre la automedicación, por fumar marihuana para hacer frente de vivir sin su amante. Se trata de versos «agiles» están llenos de «silencio distinto, a menudo extraña imaginería», incluyendo que Lo a de comer su cena en la bañera, consiguiendo muchachos borrachos, y seducir a los padres en el parque infantil. Musicalmente, es un anillo de pureza, canción inspiradora y crea un ambiente de calma en comparación a la de la morfina. «This Time Around» es una «oscura pista de inspirada en Charli XCX»,  que reflexiona sobre las lecciones aprendidas de un corazón roto. La interpretación vocal de Lo de la canción ha sido descrito como particularmente anhelo y roto. La canción final de la sección y del álbum es «Run on Love», un reelaborado «tolerante» colaboración nu-disco dance con productor de EDM, Lucas Nord. Líricamente, Lo canta de recoger su corazón y la decisión de ya no ser víctima de vivir el momento disfrutan de tiempo con su amante antes de que se agote.

## Lanzamiento y promoción
El sencillo líder, «Habits (Stay High)», fue lanzado originalmente como «Habits» el 25 de marzo de 2013 antes del lanzamiento de Truth Serum en marzo de 2014. Más tarde fue relanzado como «Habits (Stay High)», el 6 de diciembre de 2013. «Habits (Stay High)», alcanzó el número 3 en los Billboard Hot 100 en 2014. Una remezcla de «Habits», del dúo de producción discográfica Hippie Sabotage, titulado alternativamente «Stay High», fue lanzado el 3 de marzo de 2014 y alcanzó el puesto número 13 en la lista de sencillos de Suecia. Y tuvo aún más éxito en otros lugares, con un top 10 de las listas de éxitos en Noruega, los Países Bajos, Francia, Reino Unido, Nueva Zelanda y Australia. .
«Not on Drugs» fue revelado originalmente como segundo sencillo con un video lírico de la canción lanzado en junio de 2014 y su video musical se estrenó en agosto del mismo año. Sin embargo, decidieron reemplazar el sencillo con la canción «Talking Body» impactando la radio pop el 20 de enero de 2015. «Talking Body»  alcanzó el puesto número 12 en el Hot 100 el 20 de mayo de 2015.
El 23 de mayo de 2015 en el Festival de Música de Boston Calling, Tove Lo anunció que «Timebomb» servirá como el tercer sencillo. Fue lanzado digitalmente el 12 de agosto de 2015. Sin embargo, Republic Records, quien se encarga de promocionar a Tove Lo en las radios americanas, optaron por no sacar «Timebomb» a la radio. En su sustitución lanzaron una nueva versión de «Moments», incluida en la versión Blueprint del disco, impactando las radios el 13 de octubre de 2015 como cuarto sencillo del álbum.

## Recibimiento comercial
En el lugar nativo de Tove Lo, Suecia, Queen of the Clouds debutó en el número 6 en las listas de Sverigetopplistan. En Estados Unidos, el álbum debutó en el Billboard 200 en la posición 14 con 19,000 copias vendidas la primera semana. En agosto del 2016, Queen of the Clouds vendió 190,000 copias en Estados Unidos El álbum también alcanzó a llegar al top50 de Australia, Finlandia, Nueva Zelanda, and Noruega.

## Lista de canciones
| Queen of the Clouds — Versión Estándar |                           |                                                          |                                |          |  |
| N.º                                    | Título                    | Escritor(es)                                             | Productor(es)                  | Duración |  |
| 1.                                     | «The Sex» (Intro)         | Tove Nilsson                                             |                                | 0:06     |  |
| 2.                                     | «My Gun»                  | Nilsson Daniel Ledinsky Jakob Jerlström Ludvig Söderberg | The Struts Ledinsky (add.)     | 3:36     |  |
| 3.                                     | «Like Em Young»           | Nilsson Jerlström Söderberg                              | The Struts                     | 3:39     |  |
| 4.                                     | «Talking Body»            | Nilsson Jerlström Söderberg                              | The Struts Shellback           | 3:58     |  |
| 5.                                     | «Timebomb»                | Nilsson Klas Åhlund Alexander Kronlund                   | Åhlund                         | 3:34     |  |
| 6.                                     | «The Love» (Interlude)    | Nilsson                                                  |                                | 0:05     |  |
| 7.                                     | «Moments»                 | Nilsson                                                  | Mattman & Robin                | 3:22     |  |
| 8.                                     | «The Way That I Am»       | Nilsson Ali Payami                                       | Payami                         | 3:07     |  |
| 9.                                     | «Got Love»                | Nilsson Alx Reuterskiöld Jerlström Söderberg             | The Struts                     | 3:48     |  |
| 10.                                    | «Not on Drugs»            | Nilsson Jerlström Söderberg Reuterskiöld                 | The Struts Reuterskiöld        | 3:02     |  |
| 11.                                    | «The Pain» (Interlude)    | Nilsson                                                  |                                | 0:05     |  |
| 12.                                    | «Thousand Miles»          | Nilsson Michael Orabiyi Jerlström Söderberg              | The Struts Mike "Scribz" Riley | 3:34     |  |
| 13.                                    | «Habits (Stay High)»      | Nilsson Jerlström Söderberg                              | The Struts                     | 3:29     |  |
| 14.                                    | «This Time Around»        | Nilsson Nate Campany Kyle Shearer                        | Shearer                        | 4:04     |  |
| 15.                                    | «Run on Love» (QOTC Edit) | Nilsson Lucas Nordqvist                                  | Lucas Nord                     | 4:00     |  |

| Queen of the Clouds — Versión Internacional |                                              |                             |                                       |          |  |
| N.º                                         | Título                                       | Escritor(es)                | Productor(es)                         | Duración |  |
| 16.                                         | «Love Ballad»                                | Nilsson Jerlström Söderberg | The Struts                            | 3:30     |  |
| 17.                                         | «Habits (Stay High)» (Hippie Sabotage Remix) | Nilsson Jerlström Söderberg | The Struts Hippie Sabotage (remezcla) | 4:18     |  |

| Queen of the Clouds — Versión norteamericana de lujo (bonus tracks) |                                              |                                            |                                           |          |  |
| N.º                                                                 | Título                                       | Escritor(es)                               | Productor(es)                             | Duración |  |
| 16.                                                                 | «Habits (Stay High)» (Hippie Sabotage Remix) | Nilsson Jerlström Söderberg                | The Struts Hippie Sabotage (remezcla)     | 4:18     |  |
| 17.                                                                 | «Love Ballad»                                | Nilsson Jerlström Söderberg                | The Struts                                | 3:30     |  |
| 18.                                                                 | «Crave»                                      | Nilsson Ryan Rabin Ryan McMahon Ben Berger | Captain Cuts                              | 3:30     |  |
| 19.                                                                 | «Not on Drugs» (Ali Payami Remix)            | Nilsson Jerlström Söderberg Reuterskiöld   | The Struts Reuterskiöld Payami (remezcla) | 2:51     |  |

| Queen of the Clouds — Versión para Reino Unido (bonus tracks) |                                  |                                  |                      |          |  |
| N.º                                                           | Título                           | Escritor(es)                     | Producer(s)          | Duración |  |
| 18.                                                           | «Over»                           | Nilsson Gill Larsson Fredriksson |                      | 3:44     |  |
| 19.                                                           | «Out of Mind»                    | Nilsson Reuterskiöld Cobey       |                      | 3:09     |  |
| 20.                                                           | «Paradise»                       | Nilsson Wilkins Orabiyi          |                      | 3:03     |  |
| 21.                                                           | «Talking Body» (Clean Love Edit) | Nilsson Jerlström Söderberg      | The Struts Shellback | 3:57     |  |

| Queen of the Clouds — Versión para Spotify (bonus tracks) |                           |                                                |          |  |
| N.º                                                       | Título                    | Escritor(es)                                   | Duración |  |
| 18.                                                       | «Not Made For This World» | Nillson, Tobias Jimson, Michel Rickard Flygard | 3:38     |  |

## Créditos y personal
- Tove Lo - compositor, diseño de portada, letras, artista principal, voz principal, coros
- Daniel Åberg - dirección de arte, diseño de portada, diseño
- Klas Åhlund - compositor, instrumentación, productor, programación
- Nate Company - compositor
- Björn Engelmann - masterización
- Serban Ghenea - mezcla
- Caiti Verde - A&R
- John Hanes - Ingeniero
- Peter Hart - A&R
- Johannes Helje - diseño de la cubierta, edición de fotos, fotografía
- Hippie Sabotage - producción adicional, remezcla
- Michael Illbert - mezcla
- Jakob Jerlström - compositor
- Alex Kronlund - compositor
- Daniel Ledinský - producción adicional, compositor, cuerdas, coros
- Mattman & Robin - instrumentación, productor, programación
- Lucas Nordqvist - compositor, mezcla, productor
- Lars Norgren - mezcla
- David Nyström - Piano
- Ali Payami - compositor, instrumentación, productor, programación
- Julius Petersson - A&R
- Alx Reuterskiöld - compositor, teclados, productor
- Mike "Scribz" Riley - compositor, instrumentación, productor
- Filip Runesson - cadenas
- Jeffrey Saurer - arreglista
- Kevin Saurer - arreglista
- Kyle Shearer - compositor
- Shellback - teclados, productor, programación
- Ludvig Söderberg - compositor
- The Struts - bajo, ingeniero, guitarras, instrumentos, teclados, productor, programación
- Clara Tägtström - diseño de la cubierta
- Daniel Werner - A&R
- Oskar Wettergren - letras de la mano

## Posicionamiento en listas

### Listas Semanales
| Tabla (2014–15)                     | Mayor posición |
| ----------------------------------- | -------------- |
| Australia (ARIA)                    | 47             |
| Austria (Ö3 Austria)                | 47             |
| Bélgica (Ultratop flamenca)         | 65             |
| Bélgica (Ultratop valona)           | 43             |
| Canadá (Billboard Canadian Albums)  | 17             |
| Dinamarca (Hitlisten)               | 21             |
| Finlandia (Suomen Virallinen Lista) | 33             |
| Francia (SNEP)                      | 72             |
| Alemania (Offizielle Top 100)       | 49             |
| Irlanda (IRMA)                      | 43             |
| Nueva Zelanda (Recorded Music NZ)   | 22             |
| Noruega (VG-lista)                  | 10             |
| Suecia (Sverigetopplistan)          | 6              |
| Reino Unido (UK Albums Chart)       | 17             |
| Estados Unidos (Billboard 200)      | 14             |

### Listas a fin de año
| Lista (2014)                       | Posición |
| ---------------------------------- | -------- |
| Swedish Albums (Sverigetopplistan) | 72       |

| Lista (2015)                   | Posición |
| ------------------------------ | -------- |
| Estados Unidos (Billboard 200) | 49       |

### Certificaciones
| Territorio     | Organismo certificador | Certificación | Ventas certificadas | Simbolización | Ref.   |
| -------------- | ---------------------- | ------------- | ------------------- | ------------- | ------ |
| Brasil         | ABPD                   | Platino       | 40 000              | ▲             | [ 22 ] |
| Estados Unidos | RIAA                   | Platino       | 1 000 000           | ▲             | [ 23 ] |
| México         | AMPROFON               | Oro           | 30 000              | ●             | [ 24 ] |
| Polonia        | ZPAV                   | Platino       | 20 000              | ▲             | [ 25 ] |
| Suecia         | GLF                    | Platino       | 40 000              | ▲             | [ 26 ] |